# André Willms
André Willms (Burg (bij Maagdenburg), 18 september 1972) is een Duits voormalig roeier. Willms maakte zijn debuut met een vierde plaats tijdens de wereldkampioenschappen roeien 1991. Een jaar later won Willms de gouden medaille tijdens de Olympische Zomerspelen 1992 in de dubbel-vier. Bij de wereldkampioenschappen roeien 1993 verlengde Willms zijn wereldtitel in de dubbel-vier. Bij de wereldkampioenschappen roeien 1994 werd Willms kampioen in de skiff. Tijdens de Olympische Zomerspelen 1996 werd Willms voor de tweede maal olympisch kampioen in de dubbel-vier. Op de wereldkampioenschappen roeien 1999 werd voor de tweede maal wereldkampioen in de dubbel-vier. Bij de Olympische Zomerspelen 2000 won Willms de bronzen medaille in de dubbel-vier. Een jaar later won Willms zijn derde wereldtitel in de dubbel-vier. Twee jaar later behaalde Willms zijn vijfde wereldtitel en de vierde in de dubbel-vier tijdens de wereldkampioenschappen roeien 2003. Bij Willms zijn vierde Olympische deelname viel hij met een vijfde plaats buiten de prijzen.

## Resultaten
- Wereldkampioenschappen roeien 1991 in Wenen 4e in de dubbel-vier
- Olympische Zomerspelen 1992 in Barcelona  in de dubbel-vier
- Wereldkampioenschappen roeien 1993 in Račice  in de dubbel-vier
- Wereldkampioenschappen roeien 1994 in Indianapolis  in de skiff
- Wereldkampioenschappen roeien 1995 in Tampere  in de dubbel-vier
- Olympische Zomerspelen 1996 in Atlanta  in de dubbel-vier
- Wereldkampioenschappen roeien 1997 in Aiguebelette-le-Lac  in de skiff
- Wereldkampioenschappen roeien 1998 in Keulen 10e in de skiff
- Wereldkampioenschappen roeien 1999 in St. Catharines  in de dubbel-vier
- Olympische Zomerspelen 2000 in Sydney  in de dubbel-vier
- Wereldkampioenschappen roeien 2001 in Luzern  in de dubbel-vier
- Wereldkampioenschappen roeien 2002 in Sevilla  in de dubbel-twee
- Wereldkampioenschappen roeien 2003 in Milaan  in de dubbel-vier
- Olympische Zomerspelen 2004 in Athene 5e in de dubbel-vier

1976: Wolfgang Güldenpfennig & Rüdiger Reiche & Karl-Heinz Bußert & Michael Wolfgramm ·
1980: Frank Dundr & Carsten Bunk & Uwe Heppner & Martin Winter ·
1984: Albert Hedderich & Raimund Hörmann & Dieter Wiedenmann & Michael Dürsch ·
1988: Agostino Abbagnale & Davide Tizzano & Gianluca Farina & Piero Poli ·
1992: André Willms & Hajek & Steinbach & Stephan Volkert] ·
1996: André Steiner & Stephan Volkert & Andreas Hajek & André Willms ·
2000: Agostino Abbagnale & Alessio Sartori & Rossano Galtarossa & Simone Raineri ·
2004: Nikolai Spinev & Igor Kravtsov & Aleksei Svirin & Sergej Fedorovstev ·
2008: Michał Jeliński & Marek Kolbowicz & Adam Korol & Konrad Wasielewski ·
2012: Karl Schulze & Philipp Wende & Lauritz Schoof & Tim Grohmann ·
2016: Karl Schulze & Philipp Wende & Lauritz Schoof & Hans Gruhne ·
2020: Dirk Uittenbogaard & Abe Wiersma & Tone Wieten & Koen Metsemakers ·
2024: Koen Metsemakers & Tone Wieten & Finn Florijn & Lennart van Lierop